# Дальний Катручей
Дальний Катручей — ручей в России, протекает по территории Анхимовского и Оштинского сельских поселений Вытегорского района Вологодской области. Длина ручья — 16 км.

## Физико-географическая характеристика
Ручей берёт начало на высоте выше 119 м над уровнем моря и далее течёт преимущественно в северо-западном направлении.
Ручей в общей сложности имеет два малых притока суммарной длиной 10 км.
Устье ручья находится на высоте ниже 71 м над уровнем моря в 12 км по левому берегу реки Лемы, притока реки Мегры, впадающей в Онежское озеро.
Населённые пункты на ручье отсутствуют.
Код объекта в государственном водном реестре — 01040100612202000017847.